# Katamari Damacy
Katamari Damacy (塊魂, Katamari Damashii) est un jeu vidéo d'action-réflexion développé et édité par Namco sur PlayStation 2. Il est sorti le 18 mars 2004 au Japon et le 21 septembre 2004 en Amérique du Nord. Le jeu est issu d'un projet du Namco Digital Hollywood Game Laboratory, école de développement de jeu vidéo fondée par Namco, avec un budget total de moins d'un million d'euros. L'équipe menée par Keita Takahashi a gardé quatre points à l'esprit lors de la conception du jeu : la fraîcheur et la facilité de compréhension du concept, l'humour ainsi que le plaisir procuré en y jouant.
Le jeu met en scène un petit prince en mission pour reconstruire les étoiles, constellations et la Lune, détruites par inadvertance par son père, le Roi de tout le Cosmos. Pour ce faire, il se sert d'un katamari, une boule magique adhésive qui grandit à mesure qu'elle amasse des objets, jusqu'à ce qu'elle soit assez grande pour former une nouvelle étoile. Le jeu se déroule dans un Japon contemporain fortement stylisé, à différentes échelles.
Dans l'ensemble, Katamari Damacy a été bien accueilli au Japon et en Amérique du Nord. Le jeu est considéré comme un sleeper hit et a remporté plusieurs prix. Son succès a mené à la création de la franchise Katamari (en), et a inspiré le développement d'autres jeux vidéo. Certains observateurs le considèrent comme l'un des plus grands jeux de tous les temps. Un remaster en haute définition du nom de Katamari Damacy Reroll est sorti sur Windows et Nintendo Switch en décembre 2018 et sur PlayStation 4 et Xbox One en novembre 2020.

## Synopsis
Le Roi de tout le cosmos, dans un accès de folie, casse toutes les étoiles du ciel. Une fois redevenu lucide, il découvre l'erreur qu'il a commise. Il décide alors d'envoyer le Prince, son fils de cinq centimètres de haut, sur Terre avec un katamari, une boule magique qui grandit à mesure qu'elle agglutine des objets plus petits qu'elle. C'est grâce à ces katamari que le Roi de tout le cosmos compte réparer les dégâts, en les transformant en étoiles ou en constellations.
En bonus, de courts films présentent la famille Hoshino pendant les évènements du jeu. Le père de famille, un astronaute, ne peut pas se rendre sur la Lune détruite par le Roi de tout le cosmos, et leurs enfants sont les seuls à se rendre compte que les étoiles ont disparu et, tout au long du jeu, qu'elles reviennent. Finalement, la famille, ainsi que leur maison et la ville entière, sont absorbés dans le katamari qui servira a recréer la Lune.

## Système de jeu

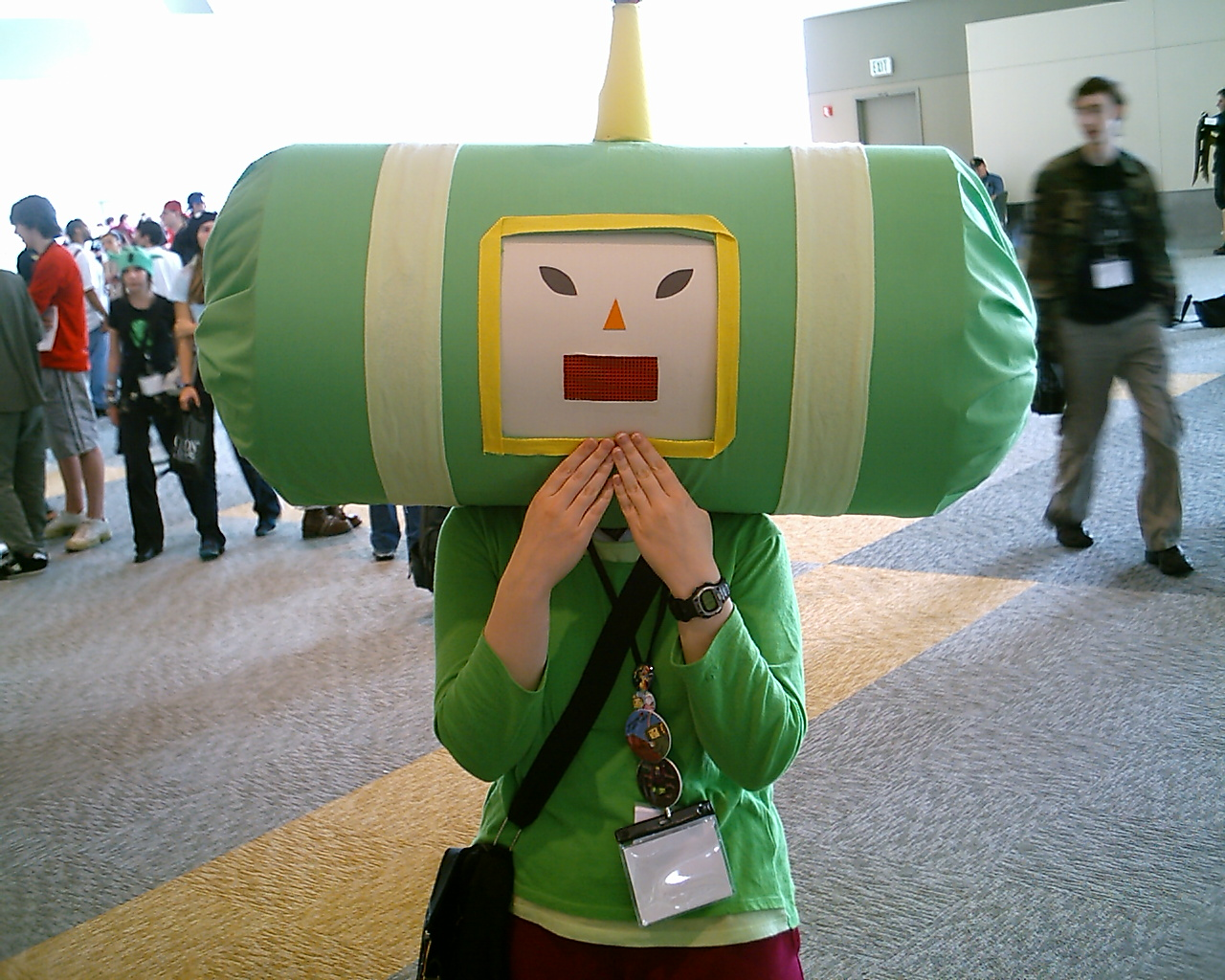
Le Prince de tout le Cosmos, personnage vert à la tête en forme de marteau, est le personnage principal de Katamari Damacy.

Le joueur contrôle le Prince qui fait rouler son katamari à travers maisons, jardins et cités pour remplir les objectifs du Roi de tout le Cosmos. Les deux sticks analogiques de la manette DualShock sont utilisés pour diriger le katamari, à la manière du jeu d'arcade Battlezone. D'autres boutons de la manette, notamment ses gâchettes, permettent différentes manœuvres, comme prendre de la vitesse ou faire passer le Prince de l'autre côté du katamari.
Lorsque le katamari roule sur un objet plus petit que lui, ce dernier s'accroche et intègre ce premier. Les plus gros objets sont des obstacles, et peuvent faire tomber des objets du katamari en cas de choc violent. Le jeu se base sur la taille, le poids et la forme d'un objet pour déterminer s'il peut coller au katamari ou non. Cela permet de ramasser des objets en longueur, comme des crayons qui sont plus longs que le katamari n'est grand, tout en influant sur la manière dont bouge le katamari. Tant qu'il est petit, des animaux pourchassent le katamari, et en font tomber des objets. Une fois que le katamari est plus gros qu'eux, les animaux prennent peur, et le Prince peut rouler dessus pour les intégrer à son katamari. À mesure que le katamari accumule les objets, il grandit, et peut rouler sur des objets qui étaient auparavant des obstacles, ce qui ouvre l'accès à de nouvelles zones à explorer. C'est ainsi que le Prince peut commencer un niveau en roulant sur des punaises et des fourmis pour le finir en ramassant des immeubles, des nuages et des montagnes.

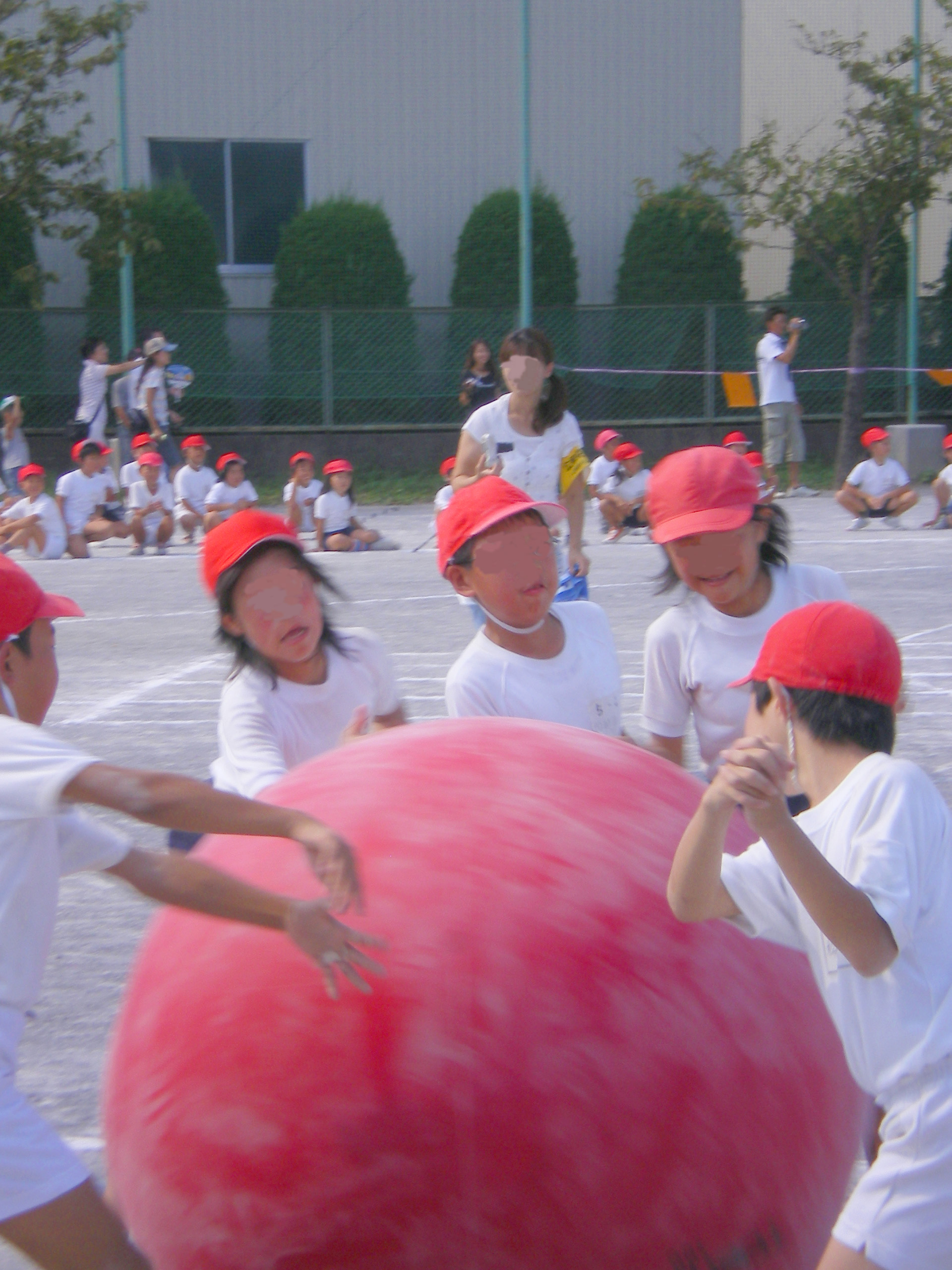
Le tamakorogashi, discipline pratiquée lors des journées sportives des écoles japonaises, fut l'une des inspirations derrière Katamari Damacy.

Les missions standards données par le Roi de tous le Cosmos sont du type « Faire une étoile », dans lesquelles le Prince a un temps donné pour faire grandir son katamari jusqu'à une taille donnée. D'autres missions requièrent de ramasser un maximum d'objets d'un certain type (comme des cygnes ou des couronnes), ou un objet précis (comme une vache ou un ours). Le joueur peut rejouer tous les niveaux en mode high score, pour tenter de faire le plus gros katamari en un temps imparti. Certains niveaux possèdent également un mode « éternel », débloquable en y réalisant un katamari de taille exceptionnelle. Dans ce mode, le joueur peut explorer le niveau à loisir, sans limite de temps.
Chaque niveau comporte deux objets cachés. L'un d'entre eux est un cadeau royal qui contient un objet que le Prince peut porter. La majeure partie de ces cadeaux n'a pas d'utilité en jeu, hormis l'appareil photo que le Prince peut utiliser pour prendre des photos,. L'autre objet caché est un des Cousins du Prince, qui, une fois retrouvé, peut être incarné dans les différents modes multijoueurs. Cependant, ces Cousins ne peuvent être trouvés qu'une fois le jeu terminé,. Le jeu enregistre les objets que le joueur a déjà récupéré et permet de passer en revue tous les objets obtenus.
Dans le mode deux joueurs, chaque joueur sélectionne un personnage parmi le Prince et ses nombreux Cousins. L'écran est divisé verticalement ; le premier joueur sur la gauche de l'écran et le second à droite. Les joueurs ont trois minutes pour accumuler plus d'objets que l'adversaire, dans une petite arène qui se remplit réguilèrement de nouveaux objets. Les joueurs peuvent se rentrer dedans, faisant tomber des objets du katamari de l'autre joueur, et si l'un des deux joueurs possède une avance considérable, il peut embarquer le katamari adverse,.

## Développement
Keita Takahashi a fait des études d'art et intègre en 1995 l'université d'art de Musashino pour y étudier la sculpture. Là-bas, il a développé une philosophie selon laquelle son art devait associer un aspect pratique à un peu de fantaisie et d'humour. Une fois diplômé, Keita Takahashi ne souhaite plus faire de la sculpture son métier à plein temps, et voit dans les jeux vidéo un moyen de diffuser son art à un plus grand public. Ayant rejoint Namco en tant qu'artiste vers 1999, Keita Takahashi a travaillé sur un certain nombre de petits projets pour l'éditeur. L'un d'entre eux était Action Drive, un jeu inspiré de Crazy Taxi, qui intégrait des éléments d'espionnage en plus de la conduite. C'est dans ce cadre que Keita Takahashi élabore les personnages qui seront au centre de Katamari Damacy : le Roi, la Reine et le Prince de tout le Cosmos. Dans ce projet, la Reine a été enlevée sur Terre et le Roi, paresseux, envoie le Prince pour la sauver. Pour ce faire, le joueur se sert de la petite tête du Prince — en forme de marteau — pour assomer les humains, et leur poser un volant sur le crâne afin de les « piloter ». Pour Keita Takahashi, ce concept aurait offert un gameplay intéressant et inventif, permettant au joueur de semer le chaos tout en suivant les indications erronées du Roi, mais le chef de projet a rejeté son idée. Action Drive a finalement été annulé.

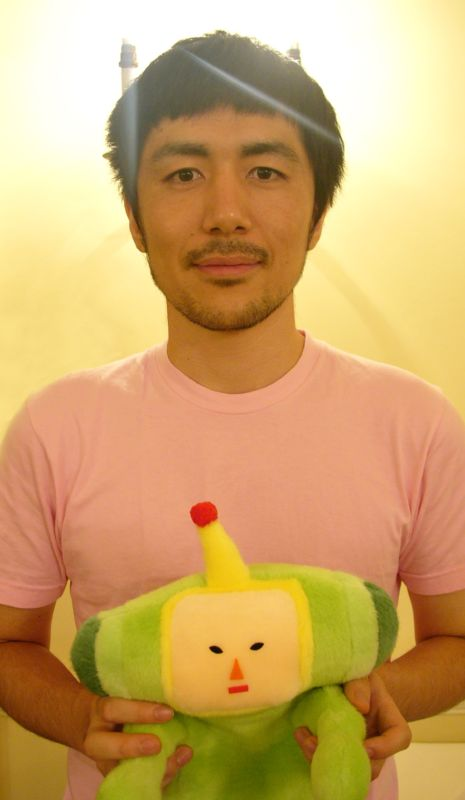
Keita Takahashi, directeur du projet, et une peluche du Prince, héros du jeu.

Alors qu'il travaille sur d'autres projets, Keita Takahashi continue à réfléchir à des idées de jeux, désireux de dépasser son statut de simple artiste chez Namco. Il a cité deux concepts qui lui ont inspiré Katamari Damacy. Le premier est un prototype présenté par Sony Computer Entertainment du nom de Densen (« ligne électrique » en japonais), dans lequel une jeune fille voyage sur des îles flottantes via des lignes à haute tension. Ce jeu, qui ne sortira jamais, montre à Keita Takahashi qu'un jeu peut être amusant sans devoir recourir à la violence et qu'il suffit de modifier la perception d'un monde ordinaire pour le rendre intéressant. Le second est le jeu de tamakorogashi pratiqué lors des undōkaï, les journées sportives des écoles japonaises. Dans cette discipline, les étudiants doivent pousser une balle géante dans un but. Ce sont ces deux idées qui l'ont amené à concevoir un jeu dans lequel une boule roule et amasse des objets ordinaires, grossissant au fil du temps. Le soir même où il a trouvé cette idée, il en parle à l'un de ses amis game designer chez Namco, qui a reconnu qu'elle avait du potentiel. Il la présente dès le lendemain à son ancien patron, Mitsutoshi Ozaki, en expliquant que cela permettait de réutiliser les personnages du Roi et du Prince qu'il avait déjà imaginé. Ce dernier a été du même avis, trouvant que cela ferait un excellent jeu. 
Keita Takahashi travaillant au département artistique de Namco et non dans celui du game design, proposer son idée aux supérieurs de Namco n'a pas été chose facile. Mitsutoshi Ozaki lui suggère de les approcher par le biais du Namco Digital Hollywood Game Laboratory. Namco s'est inspiré de Konami qui a fondé sa Konami Computer Entertainment School en 1997 pour former de nouveaux développeurs de jeux qu'ils pouvaient engager par la suite. Plusieurs idées issues de cette école sont ensuite devenus des jeux à succès de la Konami Games & Music Division (devenue plus tard Bemani), comme Beatmania, GuitarFreaks et Dance Dance Revolution. Namco espérait que son Digital Hollywood Game Laboratory emprunterait une voie similaire. Masaya Nakamura, fondateur de Namco, est alors directeur de cette école, et supervise un cours de fin d'études dans lequel les étudiants se forment à la modélisation 3D. Durant cet enseignement, les étudiants sont épaulés par des employés de Namco et travaillent ensemble sur des protoypes qui peuvent éventuellement devenir des jeux Namco. Mitsutoshi Ozaki conseille à Keita Takahashi de se tourner vers cette classe pour créer les objets 3D nécessaires à son jeu,.
Keita Takahashi suit le conseil de Mitsutoshi Ozaki et s'en va chercher de l'aide pour réaliser son prototype de jeu. Accompagné d'une dizaine d'étudiants et de quelques designers graphiques de Namco, il éprouve des difficultés à recruter des développeurs, l'école étant peu prioritaire pour la firme. Il a peu après la chance d'apprendre que plusieurs ingénieurs de la division des jeux d'arcade allaient être licenciés, et a su en convaincre trois de rejoindre son équipe et ainsi conserver leur emploi au sein de Namco.  

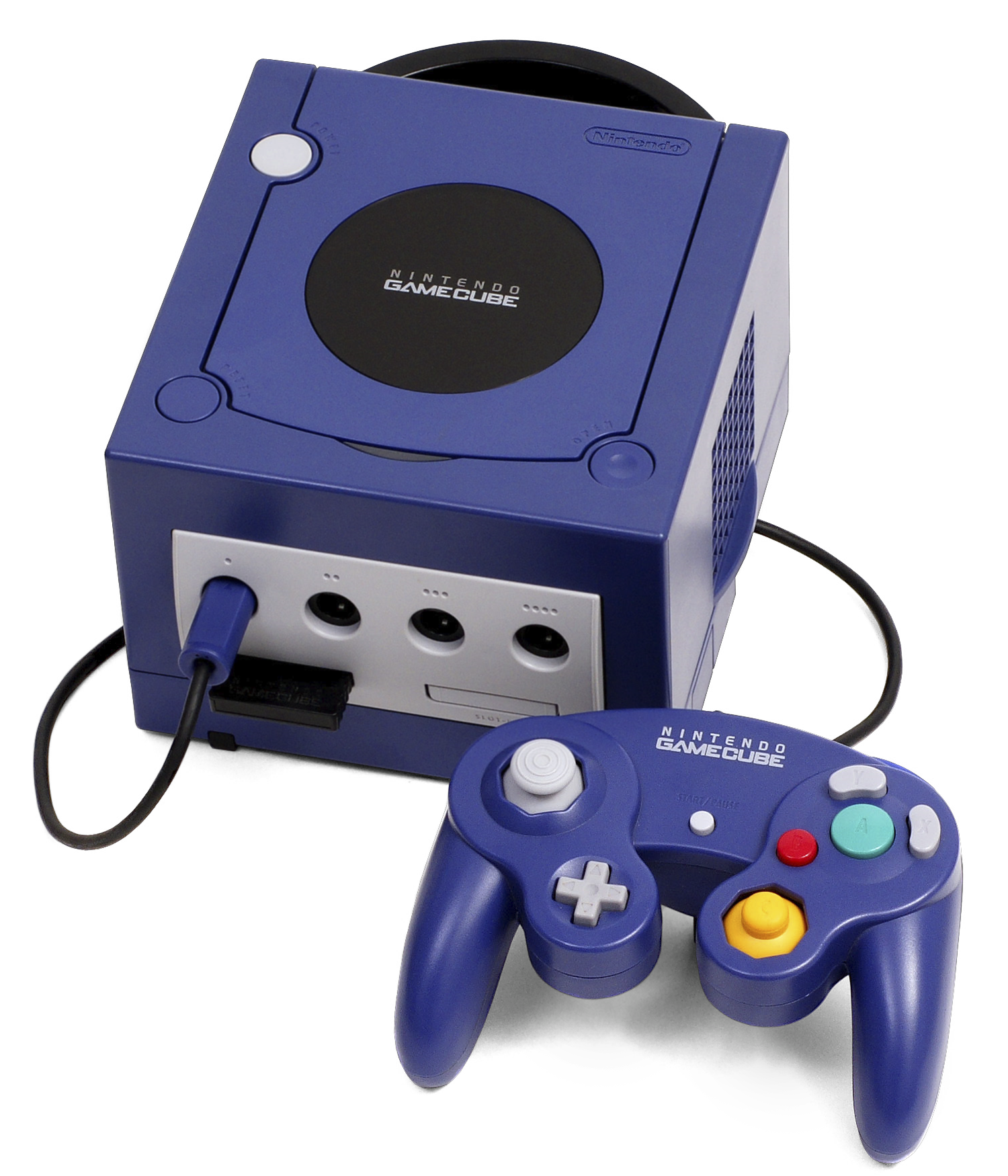
Avant d'être porté sur PlayStation 2, le jeu a été développé sur GameCube, son matériel étant plus facilement exploitable que celui de la console de Sony.

L'une des premières difficultés rencontrées lors du développement du prototype réside dans leur choix de plate-forme, la PlayStation 2. Lorsque le projet a démarré, Sony venait d'annoncer les caractéristiques de la console, conçue de toutes pièces pour gérer au mieux les graphismes 3D grâce à l'Emotion Engine, son processeur. Cependant, aucun kit de développement logiciel à jour n'avait été fourni par Sony, pensant que les développeurs seraient en mesure de s'adapter au matériel. De leur côté, Nintendo avait récemment dévoilé le GameCube, pour lequel ils ont annoncé qu'ils avaient travaillé à rendre le développement de jeux plus aisé que pour leur précédente console, la Nintendo 64. L'équipe décide alors de développer son prototype sur GameCube, le jeu final étant toujours prévu pour la PlayStation 2. À l'origine du projet, Keita Takahashi avait déjà imaginé que si la balle que le joueur faisait rouler pouvait grandir en ramassant des objets, elle pouvait également rétrécir en cas de choc avec des obstacles. Ces variations de taille devaient se ressentir à travers une bande son interactive, qui se complexifie à mesure que la balle grossit. Cette fonctionnalité a fini par être abandonnée pour deux raisons : le fait de revenir à un morceau plus épuré a été jugé trop frustrant pour le joueur, et le nombre d'objets affiché à l'écran étant déjà conséquent pour la console, l'équipe ne disposait plus de suffisamment de mémoire pour y parvenir. Le prototype a été achevé en six mois environ, juste à temps pour le présenter au Japan Media Arts Festival de cette année. Keita Takahashi l'a également présenté dans le cadre d'une évaluation interne, qui s'est conclue par un feu vert de Namco.
Le travail à plein temps sur Katamari Damacy a débuté à la fin 2001. Namco a chargé Now Production, une société basée à Osaka, d'aider à porter le jeu sur PlayStation 2. Keita Takahashi appréhende initialement de devoir travailler avec un studio externe, mais finit par constater que les équipes fonctionnent bien ensemble. L'équipe complète compte une vingtaine de membres issus des deux sociétés, et Namco leur a alloué un budget d'environ 100 millions de yen (soit environ 800 000 € à l'époque) : cela ne représente qu'un dixième du budget alloué à leurs blockbusters tels que Ridge Racer ou SoulCalibur. Le développement complet du jeu a pris un an et demi, avec huit mois de protoypage à partir de la version développée à Digital Hollywood.
Keita Takahashi a expliqué que l'équipe avait quatre points clés en tête lors du développement le jeu : la nouveauté et la facilité de compréhension du concept, le plaisir et l'humour. Tōru Iwatani a comparé Katamari Damacy à Pac-Man — dont il est le créateur —  des jeux qui mettent l'accent sur la simplicité et l'innovation, et qui peuvent servir de modèle pour les futurs jeux de la société. À un stade du projet, Keita Takahashi a « ignoré de manière proactive » les conseils de Namco qui lui demandait de complexifier le jeu.
Le cœur du gameplay de Katamari Damacy fait l'objet du brevet américain numéro 7 402 104 : « Game performing method, game apparatus, storage medium, data signal and program ». Le brevet, déposé en 2009, décrit principalement la manière dont le jeu maintient la forme à peu près sphérique du katamari lorsque des objets sont ramassés, mais aborde des concepts tels que le suivi du poids ou de la température des objets ramassés, qui seront des objectifs de certaines missions dans les jeux suivants.

## Bande-son
La musique de Katamari Damacy a été unanimement saluée pour son inventivité et son originalité et est considérée comme l'un de ses plus gros points forts. Elle mêle musique de jeu vidéo traditionnelle au jazz et à la samba, dans la veine shibuya-kei. La plupart des morceaux ont été composés par Yū Miyake, directeur sonore du jeu ; Asuka Sakai, Akitaka Tohyama, Yoshihito Yano, Yuri Misumi et Hideki Tobeta ayant composé le reste. De nombreuses pistes ont été interprétées par de célèbres chanteurs de J-pop, comme Yui Asaka de la série Sukeban Deka 3, ou des doubleurs d'anime tels que Nobue Matsubara et Ado Mizumori. Yū Miyake a expliqué qu'il cherchait  « des chanteurs connus au Japon, mais dont personne n'entendait plus parler depuis un certain temps, pour une raison ou pour une autre. » Il a également expliqué qu'il a voulu écrire des paroles sur ses morceaux afin de « faire de la musique que seul Katamari Damacy pouvait faire, de la musique vraiment fun. » Keita Takahashi ne lui ayant fourni aucune directive quant au design sonore, lui et son équipe étaient libres de créer ce qui leur semblait le plus adapté pour le jeu.
Les artistes ont été choisis une fois que les paroles ont été écrites, et sélectionnés en fonction de la manière dont Yū Miyake et Keita Takahashi pensaient qu'ils « s'intégreraient dans l'univers de Katamari Damacy et aux paroles. » Le tout forme un « ensemble plutôt absurde et farfelu de chanteurs » susceptible de plaîre à « un éventail de personnes de générations différentes ». Une fois les paroles associées à leurs chanteurs respectifs, la musique a été composée avec chaque combinaison en tête, pour créer des airs « familiers » mais pas trop « tendance », pour ne pas passer de mode avec le temps. Le fredonnement du morceau d'introduction, désigné par Yū Miyake comme « na-na-na-na-na-na-na-Katamari », a été imaginé par ce dernier afin de créer un thème « mémorable » pour le jeu, en réponse aux critiques selon lesquelles la musique des jeux modernes n'était pas aussi marquante que celle des plus anciens jeux. 
Katamari Fortissimo Damacy (塊フォルテッシモ魂, Katamari Forutesshimo Damashii) est l'album de la bande sonore du jeu. Il contient toutes les pistes du jeu, ainsi qu'un titre supplémentaire, « Katamari March Damacy », chanson bonus qui n'est pas dans le jeu. L'album compte 21 titres, et dure 1 h 15 min 13 s. Il a été publié le 19 mai 2004 par Columbia Music Entertainment avec le numéro de catalogue COCX-32760. 
La bande-son de Katamari Damacy a remporté les prix de la Bande-son de l'année 2004 de IGN et de GameSpot,. Elle a également été nommée pour le prix du Outstanding Achievement in Original Musical Composition (« Réalisation exceptionnelle en matière de composition musicale originale ») aux 8es Interactive Achievement Awards, en février 2005. Dans leur critique du jeu, GameSpot a souligné le fait qu'elle repose sur un « thème simple, extrêmement accrocheur » que l'on retrouve sous forme de pop, de jazz et de fredonnement tout au long du jeu. Celle de IGN note qu'ils « n'avaient pas entendu de musique aussi accrocheuse et authentique depuis que Mario a créé sa mélodie intemporelle. » Cet album a été salué dans une critique de Square Enix Music Online, qui dit qu'en plus de « sortir des sentiers battus », la musique « colle parfaitement aux graphismes et à la jouabilité du jeu », est « très agréable à écouter » et qu'elle « ferait un excellent album, sans avoir besoin d'être rattaché à un jeu. » L'album a atteint la 191e place du classement Oricon japonais.

## Commercialisation
Une démonstration de la version finale de Katamari Damacy a été présentée au Tokyo Game Show (TGS) de 2003. La démo a été saluée par la presse, Jeff Gerstmann de GameSpot la décrivant comme une « bonne dose de fun bizarre ». Voyant ces retours positifs, Sony s'est montré intéressé par le jeu et a proposé de mettre sa sortie en avant, en s'occupant de la promotion du jeu. De nombreuses affiches et panneaux publicitaires ont été placardés dans tout le Japon, et une publicité télévisée dans laquelle un homme d'affaires se rendant à un rendez-vous enroule le mobilier et le personnel est restée célèbre. La jaquette du prototype représentait la grande balle rouge utilisée en tamakorogashi, mais Keita Takahashi a lui-même conçu la jaquette finale du jeu, qui représente un grand katamari sur le point de rouler sur une ville, pour illustrer l'ampleur du jeu.   
Le jeu est sorti au Japon le 18 mars 2004, pour environ 4 000 yens, soit environ deux tiers du prix des autres jeux de l'époque. Namco avait estimé que Katamari Damacy se vendrait à plus de 500 000 unités au Japon lors de sa première année. Bien que le jeu n'ait pas atteint cet objectif, il est resté parmi les dix jeux les plus vendus au Japon durant ses neuf premières semaines sur le marché, avec plus de 100 000 unités vendues, résultat vu comme impressionnant pour une nouvelle propriété intellectuelle. L'accueil du public a été suffisamment positif pour que Namco commande une suite au jeu en décembre 2004.
À ce stade, Namco n'a encore envisagé aucune sortie occidentale pour le jeu. Katamari Damacy a été présenté pour la première fois aux États-Unis lors du Experimental Gameplay Workshop de la Game Developers Conference de mars 2004. Un groupe de développeurs de la International Game Developers Association avait déjà ramené le jeu Mojib-Ribbon au Experimental Gameplay Workshop de 2003 après l'avoir vu au TGS de 2002, et étaient allés au TGS de 2003 à la recherche d'un titre similaire pour l'édition 2004. Retrouvant dans Katamari Damacy le genre de jeu qu'ils souhaitaient exposer, ils se sont arrangés pour ramener Keita Takahashi aux États-Unis afin qu'il présente son jeu. Les réactions à cette présentation furent décrites comme « électriques », même si la presse a été déçue d'apprendre qu'aucune localisation n'avait été prévue. La médiatisation du jeu à la suite de son passage au Workshop, parfois sous le nom de « simulateur de boule de neige de Namco », a mis une pression supplémentaire sur Namco pour sortir le jeu en occident. Keita Takahashi a ensuite été convié pour présenter le jeu à l'E3 2004. Namco a également reçu des lettres de la part de joueurs occidentaux qui souhaitaient pouvoir jouer au jeu.          
En juillet 2004, Namco annonce officiellement une sortie américaine de Katamari Damacy, qui sortira le 21 septembre 2004. Le jeu ne sera pas publié dans la région PAL, comprenant notamment l'Europe et l'Australie, les éditeurs trouvant le jeu trop « excentrique » pour ces marchés. Electronic Arts a cependant fait l'acquisition des deux suites du jeu, We ♥ Katamari et Me and My Katamari, afin de les publier en Europe.         
En japonais, Katamari (塊) signifie « amas » et Damashii est le rendu rendaku de tamashii (魂) qui signifie « âme » ou « esprit ». De ce fait, cette expression équivaut approximativement à « esprit de masse ». Les deux kanji qui forment le nom du jeu se ressemblent — tous deux partagent le même caractère de droite 鬼 — formant une sorte d'allitération visuelle. Le nom est officiellement translittéré en Katamari Damacy dans la plupart des versions. Le créateur du jeu, Keita Takahashi, a expliqué que le nom du jeu lui est venu à l'esprit dès le début du projet et n'a jamais changé durant le développement.

## Accueil
Katamari Damacy a connu un succès modéré au Japon. Il a été le jeu le plus vendu la semaine de sa sortie japonaise, avec 32 000 exemplaires vendus, et s'est vendu à plus de 155 000 unités au Japon à la fin 2004. Cependant, Namco tablait plutôt sur un chiffre de plus de 500 000 exemplaires vendus à l'origine.
La publication nord-américaine du jeu a été très bien accueillie par les critiques professionnels, et a fait l'objet d'un encadré dans le tirage du 23 mai 2004 du magazine Time. Le magazine a continué à vanter les mérites du jeu dans son numéro spécial du 22 novembre 2004, le nommant « le jeu le plus insolite et le plus original de la PlayStation 2 ». La plupart des revendeurs ont sous-estimé la demande que susciterait un jeu aussi particulier, et n'ont acheté que quelques exemplaires de Katamari Damacy, dont les stocks se sont rapidement épuisés, et plus de 120 000 exemplaires du jeu ont été vendus aux États-Unis en 2004.
Il a remporté le prix de Excellence in Game Design (« Excellence en game design ») aux Game Developers Choice Awards de 2005, et la chaîne américaine G4 lui a décerné le prix de la Best Innovation (« Meilleure innovation ») lors de leur cérémonie G-Phoria de la même année. Katamari Damacy a fait partie des lauréats du Good Design Award de 2004, devenant le premier jeu a remporter ce prix. Il a également remporté deux prix de l'Academy of Interactive Arts and Sciences dans les catégories Outstanding Innovation in Console Gaming (« Innovation exceptionnelle en matière de jeux sur console ») et Outstanding Achievement in Game Design (« Réalisation exceptionnelle en matière de game design »), et a été nommé dans les catégories suivantes : Game of the Year (« Jeu de l'année »), Console Game of the Year (« Jeu console de l'année ») et Outstanding Achievement in Original Musical Composition (« Réalisation exceptionnelle en matière de composition musicale originale »). GameSpot l'a d'abord nommé meilleur jeu PlayStation 2 de septembre 2004, puis lui a accordé les titres de Best Puzzle/Rhythm Game (« Meilleur jeu de réflexion/rythme »), Best Original Music (« Meilleure musique originale ») et Most Innovative Game (« Jeu le plus innovant ») dans son résumé de l'année.
En 2015, USGamer a placé Katamari Damacy 13e sur sa liste des 15 meilleurs jeux vidéo sortis depuis l'année 2000. En 2019, il a été classé 49e sur la liste des 50 meilleurs jeux vidéo du XXIe siècle du journal The Guardian.
Bien que le jeu ait rapidement atteint un statut de titre culte et ait été salué par de nombreux critiques, quelques points faibles lui ont été reprochés. Un des reproches les plus courants est que le jeu est relativement court et répétitif : il peut être terminé en moins de dix heures et le gameplay reste pratiquement le même tout au long du jeu. Cependant, d'autres, comme Mark McDonald de Electronic Gaming Monthly, affirment que les faiblesses du jeu sont largement compensées par ses points forts : « Certes, vous faites essentiellement la même chose à chaque mission, mais les commandes élégantes de Katamari, sa bande-son de qualité et son humour malicieux lui procurent une rejouabilité sans faille. »
En tant que jeu original et bien exécuté, Katamari Damacy a eu une certaine influence sur le monde du développement de jeux vidéo. Dans une retrospective de 2019, soit 15 ans après la sortie du jeu, Edge note à quel point il a été influent pour les jeux indépendants qui l'ont suivi, ajoutant que « le jeu révélation de Takahashi a percé grâce à ce qu'on considère aujourd'hui comme l'esprit indé : amusant et drôle, totalement bizarre et ayant du cœur ». Depuis sa sortie, un certain nombre d'autres jeux ont été inspirés par Katamari, tels que The Wonderful End of the World et Donut County. 

## Postérité

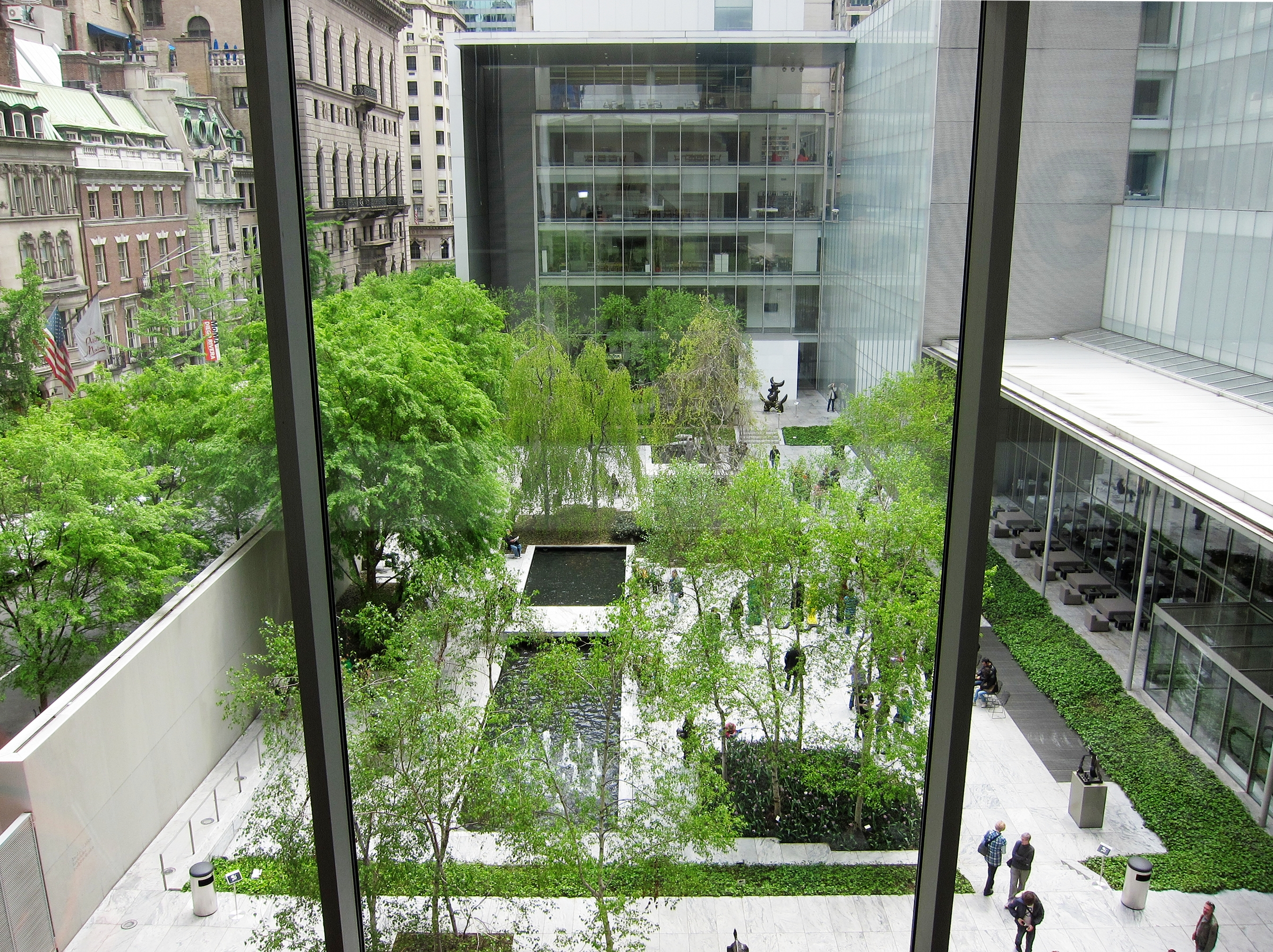
Katamari Damacy fait partie d'une sélection de jeux vidéo exposés au Museum of Modern Art de New York.

Katamari Damacy connaitra plusieurs suites, sorties sur PlayStation 2 et d'autres consoles telles que la Xbox 360 ou la PlayStation Vita. La première d'entre elles, We Love Katamari, a été publiée mondialement en 2005 et 2006. Ce jeu s'appuie sur le succès de son prédécesseur : la plupart des missions du jeu est donnée par des nouveaux fans du Roi et du Prince. We Love Katamari conserve la base de gameplay de Katamari Damacy, tout en y ajoutant de nouvelles fonctionnalités, comme un mode coopératif et de nouveaux objectifs à atteindre, qui reviendront dans le reste de la série.
Le 29 juillet 2012, le jeu est entré au Museum of Modern Art de New York, au sein d'une exposition du nom de Century of the Child: Growing by Design. Carlson Choi, vice-préseident du marketing de Namco Bandai Games America, Inc., a décrit ce choix comme témoignant « de la conception créative incarnée dans les jeux de Namco Bandai et montre l'importance des jeux vidéo dans la vie des gens, en plus d'être une validation des jeux vidéo en tant que forme moderne d'art interactif,. » Le 29 novembre suivant, Katamari Damacy a intégré la collection permanente de jeux vidéo du musée, aux côtés de treize autres jeux, tels que Tetris et Les Sims. Paola Antonelli, responsable du département d'architecture et de design, a expliqué les critères de sélection de ces jeux, qui comprennent aussi bien « la qualité visuelle et expérience esthétique de chaque jeu » que « l'élégance du code et du comportement du joueur, ».

Logo de Katamari Damacy Reroll.

Un remaster en haute définition du jeu sous le moteur Unity, du nom de Katamari Damacy Reroll, est sorti le 7 décembre 2018 sur Microsoft Windows et Nintendo Switch. Cette version propose de jouer grâce au gyroscope des Joy-Con de la Switch, en plus des contrôles classiques à la manette. Reroll a été nommé dans la catégorie Freedom Tower Award pour le meilleur remake aux New York Game Awards 2020. Une version PlayStation 4 et Xbox One est sortie au Japon le 19 novembre et dans le reste du monde le 20 novembre 2020. Katamari Damacy Reroll a été ajouté au catalogue du service de jeu vidéo à la demande Amazon Luna en mars 2021,.